# Canford Magna
Canford Magna är en ort i distriktet Bournemouth, Christchurch and Poole, i grevskapet Dorset, i England. Canford Magna var en civil parish fram till 1933 när blev den en del av Poole och Pamphill. Civil parish hade 2 985 invånare år 1931. Byn nämndes i Domedagsboken (Domesday Book) år 1086, och kallades då Cheneford.